# تفجير دمشق أبريل 2012
كان تفجير دمشق في 27 أبريل 2012 هجومًا انتحاريًا استهدف الجيش السوري، مما أسفر عن مقتل تسعة أشخاص. وكانت جبهة النصرة قد تبنت الحدث الذي وقع خلال الحرب الأهلية السورية.